# Llei de serveis socials
La Llei de serveis socials, també coneguda com a llei 12/2007 d'11 d'octubre és la llei que regula i ordena el sistema de serveis socials amb la finalitat de garantir-hi l'accés universal per a fer efectiva la justícia social i promoure el benestar del conjunt de la població dins de l'àmbit de l'administració de la Generalitat de Catalunya. Aquesta llei fou aprovada pel Parlament de Catalunya i entrà en vigor l'1 de gener de 2008. Alguns mitjans de comunicació asseguraren que la llei podria beneficiar a unes 825.000 persones amb veïnatge a Catalunya. La llei fou aprovada per un ampli consens i després d'un procés de participació ciutadana.

## Antecedents
L'anterior llei de serveis socials de Catalunya, del 1985, la Llei d'administració institucional, de descentralització, de desconcentració i de coordinació del sistema català de serveis socials, del 1994, i el Decret legislatiu 17/1994, pel qual s'aprova la refosa de les lleis anteriors, defineixen els serveis socials, estableixen un dret genèric als serveis socials per a tota la població i fan una proposta de sistema de serveis socials que ha servit per a posar en marxa una estructura dels serveis socials, per a avançar en la responsabilització pública de les administracions i per a establir un sistema de participació dels agents implicats. La llei s'emmarca en funció del que indiquen ls articles 165 i 166 de l'Estatut d'autonomia de Catalunya reconeix, en el capítol I del títol I, els drets i deures de l'àmbit civil i social, entre els quals s'inclouen els drets relatius als serveis socials. La regulació que estableix l'Estatut s'emmarca en la Declaració universal dels drets humans, la Carta social europea i la Constitució espanyola de 1978.

## Objectiu

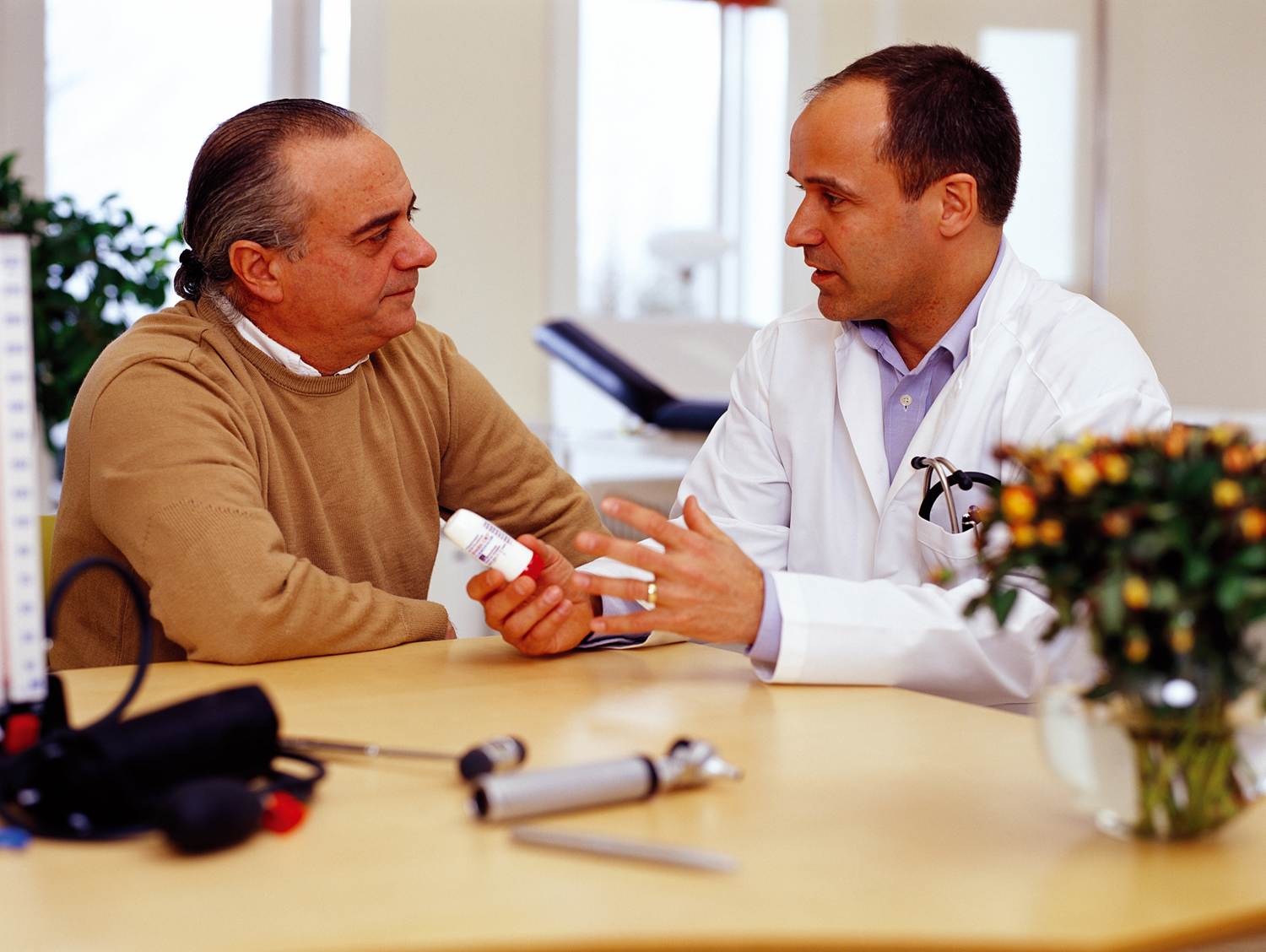
La llei configura el dret a l'accés als serveis socials com un dret universal.

Segons la llei l'objectiu dels serveis socials és pal·liar situacions de desigualtat. amb aquest interès la llei configura el dret a l'accés als serveis socials com un dret universal orientat a la cohesió social, la igualtat d'oportunitats i el progrés social de les persones. Al mateix temps, aquesta llei organitza els serveis socials des d'una definició competencial basada en la descentralització i en la subsidiarietat, amb més participació i amb més coordinació i cooperació dins el sector. El Sistema Català de Serveis Socials es configura així com un dels pilars de l'estat del benestar a Catalunya. La Cartera de serveis socials i els reglaments que ordenin l'atenció bàsica i l'atenció especialitzada han de fixar les ràtios de personal professional, les titulacions d'accés i els perfils professionals per a assegurar la qualitat i l'eficiència en la prestació dels serveis socials garantits del sistema.

## Estructura
Aquesta llei s'estructura en nou títols.
- Títol I: Defineix els objectius i les finalitats dels serveis socials, desenvolupa els principis rectors i fa una aproximació als destinataris dels serveis socials. La principal innovació d'aquesta llei és que l'articulat inclou una descripció detallada dels drets i deures de les persones amb relació als serveis socials, la qual cosa els atorga la protecció derivada del rang de la norma que els reconeix.
- Títol II regula el sistema de serveis socials de responsabilitat pública i n'ordena l'estructura, les funcions i les prestacions. La principal novetat és la introducció de la Cartera de serveis socials com a instrument per a assegurar l'accés a les prestacions garantides del sistema de serveis socials de la població que les necessiti. Aquesta llei inclou, mitjançant un annex, un catàleg de serveis que ha de constituir la guia perquè el Govern elabori la primera cartera de serveis d'acord amb les directrius que estableix la mateixa llei.
- Títol III estableix el règim competencial i organitzatiu. El capítol I regula les competències de les administracions públiques. El capítol II regula l'organització territorial dels serveis, basada en el principi de subsidiarietat, i ordena la descentralització. El capítol III regula la planificació dels serveis socials. El capítol IV regula la coordinació i la col·laboració interadministratives. I el capítol V és la principal novetat, ja que regula el paper dels professionals en els serveis socials.
- Títol IV regula la participació cívica en tots els nivells dels serveis socials. Introdueix el traspàs de la informació i els procediments de participació per a reforçar la capacitat de les persones d'incidir en la innovació i el futur dels serveis socials.
- Títol V regula el finançament dels serveis socials i ordena especialment les obligacions de les administracions i dels usuaris en el finançament.
- Títol VI regula el paper de la iniciativa privada social i mercantil en els serveis socials i ordena l'actuació de les administracions públiques amb relació a les entitats privades.
- Títols VII, VIII i IX regulen, respectivament, la formació i la recerca en els serveis socials, la qualitat dels serveis socials i la inspecció, el control i el règim sancionador.

## Títol I - Disposicions Generals
El títol primer de la llei s'especifica que l'objectiu de la llei és regular i ordenar el sistema de serveis socials amb la finalitat de garantir-hi l'accés universal per a fer efectiva la justícia social i promoure el benestar del conjunt de la població i aconseguir que els serveis socials es prestin amb els requisits i els estàndards de qualitat òptims necessaris per a garantir la dignitat i la qualitat de vida de les persones.
La llei indica que la finalitat dels serveis socials és garantir el dret a viure dignament en totes les etapes de la vida d'una persona permetent tenir cobertes les seves necessitats socials. De la mateixa manera la llei, defeneix les necessitats socials com l'autonomia personal i el suport a dependència que permetin un augment en la qualitat de vida personal, familiar i de grup, entenent com a necessitats bàsiques les pròpies de la subsistència i la qualitat de cada persona. Els serveis socials s'adrecen especialment a la prevenció de situacions de risc, a la compensació de dèficits de suport social i econòmic i de situacions de vulnerabilitat i de dependència i a la promoció d'actituds i capacitats de les persones com a principals protagonistes de llur vida. La llei preveu que el desplegament dels serveis socials es farà mitjançant les actuacions, els programes transversals, els projectes comunitaris i les prestacions de serveis, econòmiques i tecnològiques que estableixi la Cartera de serveis socials de Catalunya.
Segons la llei, el sistema de serveis socials és integrat pel conjunt de recursos, equipaments, projectes, programes i prestacions de titularitat pública i privada. Els serveis socials s'uneixen en el que es coneix com a Xarxa d'atenció pública que la configuren els serveis socials de titularitat pública i aquells de titularitat privada que tingui un concert o estiguin acreditats. Els centre de titularitat privada participen en l'acció social acomplint activitats i prestacions sota l'estricte inspecció, control i registre de la Generalitat de Catalunya, com és el cas d'algunes residència per a la gent gran.

### Objectius
Les actuacions dels poders públics en matèria de serveis socials tenen els objectius essencials següents:
- Detectar les necessitats personals bàsiques i les necessitats socials.
- Prevenir, atendre i promoure la inserció social en les situacions de marginació i d'exclusió social.
- Facilitar que les persones assoleixin l'autonomia personal i funcional en la unitat familiar o de convivència que desitgin.
- Afavorir la convivència social.
- Afavorir la igualtat efectiva de les persones, eliminant discriminacions per raó de gènere o de discapacitat o per qualsevol altra condició o circumstància personal o social arbitrària.
- Atendre les necessitats derivades de la manca de recursos bàsics i dels dèficits en les relacions personals i amb l'entorn, evitant, si és possible, la institucionalització segregadora com a solució de les dites mancances.
- Assignar equitativament l'ús dels recursos socials disponibles.
- Promoure la cohesió social i la resolució comunitària de les necessitats socials, mitjançant polítiques preventives i comunitàries a tot el territori; fer dels serveis socials un factor productiu essencial i generador d'ocupació de qualitat, i normalitzar l'activitat econòmica del sector.
- Promoure la participació, l'associacionisme, l'ajuda mútua, l'acció voluntària i les altres formes d'implicació solidària en els afers de la comunitat.
- Promoure la tolerància, el respecte i la responsabilitat en les relacions personals, familiars, convivencials i socials.
- Lluitar contra l'estigmatització dels col·lectius desafavorits atesos pels serveis socials.

### Principis rectors del sistema públic dels serveis socials
Com a principis rectors dels serveis socials, la llei n'assenyala els següents:
- Universalitat: Els poders públics han de garantir a tothom el dret d'accés als serveis socials i llur ús efectiu en condicions d'igualtat, equitat i justícia redistributiva. Aquest principi no exclou, però, que l'accés es pugui condicionar al fet que els usuaris compleixin determinats requisits i paguin una contraprestació econòmica (el conegut com a copagament) per assegurar la corresponsabilitat entre els usuaris i les administracions públiques i la sostenibilitat del sistema.
- Igualtat: S'ha de poder accedir als serveis socials i s'han de poder utilitzar sense cap mena de discriminació arbitrària per raó de les circumstàncies personals, de gènere, socials o territorials. Tanmateix, aquest principi és compatible amb una discriminació positiva si aquesta es justifica en una recerca de la igualtat real i facilita la integració social.
- Responsabilitat pública: Els poders públics han de garantir la disponibilitat dels serveis socials mitjançant la regulació i l'aportació dels mitjans humans, tècnics i financers i dels equipaments necessaris per a garantir els drets reconeguts. També n'han d'assegurar la planificació, la coordinació, el control, la continuïtat del servei si se'n determina la necessitat, l'execució i l'avaluació amb criteris d'equitat, justícia social i qualitat.
- Solidaritat: Les polítiques i actuacions de serveis socials s'han de basar en la solidaritat i la justícia socials com a principi inspirador de les relacions humanes, amb l'objectiu de cooperar al benestar general.
- Participació cívica: El funcionament dels serveis socials ha d'incorporar la participació de la ciutadania en la programació, l'avaluació i el control. També s'ha de garantir la participació dels usuaris en el seguiment i en l'avaluació de la gestió dels serveis.
- Globalitat: Els serveis socials han de donar resposta integral a les necessitats personals, familiars i socials considerant conjuntament els aspectes relatius a la prevenció, l'atenció, la promoció i la inserció.
- Subsidiarietat: Inclou els principis de proximitat i descentralització. Els serveis socials s'han de prestar en l'àmbit personal més proper als usuaris.
- Prevenció i dimensió comunitària: Les polítiques de serveis socials han d'actuar sobre les causes dels problemes socials i han de prioritzar les accions preventives i l'enfocament comunitari de les intervencions socials.
- Foment de la cohesió social: Els serveis socials han de contribuir a la cohesió social incorporant elements que afavoreixin la inclusió i la integració social.
- Normalització: Els serveis socials s'han de prestar a través dels mitjans habituals, evitant els serveis que separin les persones de llur unitat de convivència i de la comunitat o que no les hi integrin, a fi d'afavorir que s'insereixin en les activitats familiars, convivencials, laborals i socials.
- Coordinació: El sistema de serveis socials s'ha de fonamentar en l'actuació coordinada entre els diversos sistemes de benestar social, que inclouen l'educació, la salut, les pensions, el treball i l'habitatge, entre les administracions públiques i entre aquestes i la societat civil organitzada, amb la finalitat d'establir actuacions coherents i programes d'actuació conjunts.
- Atenció personalitzada i integral: Els serveis socials han d'assegurar una atenció personalitzada mitjançant la valoració integral de la situació personal, familiar i comunitària de l'usuari o usuària.
- Respecte pels drets de la persona: Les actuacions en matèria de serveis socials han de respectar sempre la dignitat de la persona i els seus drets.
- Foment de l'autonomia personal: Els serveis socials han de facilitar que les persones disposin de les condicions adequades per a desenvolupar els projectes vitals, dins la unitat de convivència que desitgin, d'acord amb la naturalesa dels serveis i llurs condicions d'utilització.
- Economia, eficiència i eficàcia: Els serveis socials s'han de gestionar amb criteris d'economia, eficiència i eficàcia.
- Qualitat dels serveis: El sistema de serveis socials ha d'aplicar criteris d'avaluació de la qualitat dels programes, les actuacions i les prestacions, prenent com a referència el concepte de qualitat de vida i vetllant perquè els serveis i els recursos s'adaptin a les necessitats socials i al desenvolupament de la comunitat.
- Continuïtat dels serveis: El sistema de serveis socials ha de garantir la continuïtat en el temps de les prestacions establertes per llei i per reglament i n'ha de millorar la gestió i la qualitat, sense que es produeixi una reducció o supressió injustificada de qualsevol dels serveis que integren el sistema.

### Titulars dels serveis socials

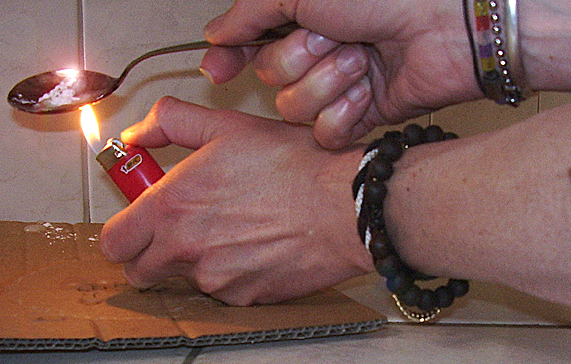
Són destinataris dels serveis socials, especialment, les persones drogodependents, entre altres situacions que especifica l'article 7 de la llei de serveis socials de Catalunya.

Els serveis socials es destinen al conjunt de la població per a fer front a les necessitats personals bàsiques o per afavorir la cohesió social, familiar o una situació de desigualtat. Els titulars en són tots els ciutadans membres de la Unió europea empadronats a qualsevol municipi de Catalunya i els estrangers en funció del que dicti la llei en matèria d'estrangeria. De totes maneres, els serveis socials han d'actuar en els casos de necessitats especials següents, com indica l'article 7 de la llei:
- Discapacitat física, psíquica o sensorial.
- Malalties mentals i malalties cròniques.
- Necessitat social, com les relacionades amb la manca d'habitatge o amb la desestructuració familiar.
- Drogodependències i altres addiccions.
- Violència i delinqüència juvenils.
- Exclusió i aïllament socials.
- Vulnerabilitat, risc o dificultat social per a la gent gran, la infància i l'adolescència.
- Violència masclista i les diverses manifestacions de violència familiar.
- Discriminació per raó de sexe, lloc de procedència, discapacitat, malaltia, ètnia, cultura o religió o per qualsevol altra raó.
- Problemes de convivència i de cohesió social.
- El fet d'haver estat víctima de delictes violents, un mateix o els familiars.
- Sotmetiment a mesures d'execució penal, propi o dels familiars.
- Condicions laborals precàries, desocupació i pobresa.
- Urgències socials.
- Emergències socials per catàstrofes.
- Petició d'asil.

### Drets dels titular dels serveis
La llei estableix que els professionals han de vetllar per garantir els drets fonamentals dels usuaris dels serveis socials, així com la seva dignitat personal. La llei també regular en el seu article 9 el dret d'accés als serveis socials, així com regula en l'article 10 el dret dels titulars a la informació, que inclou rebre informació sobre els serveis (per escrit i si cal de paraula) de forma entenedora i amb el dret a rebre ajuda a entendre la informació si hi ha problemes per desconeixament de la llengua o per discapacitat. També regula el dret a consultar l'expedient personal en els termes que ja regula la llei 30/1992. La llei també fa un especial incís en la protecció d'infants i adolescents, així com en les persones internades en una residència. Una altra figura important que regula la llei, és el dret dels usuaris a tenir assignat un professional de referència, o sigui una figura semblant a la d'un metge/essa de capçalera que forma part dels serveis socials bàsics i que és el responsable de canalitzar les prestacions de la persona i/o de la seva unitat de convivència i vetllar per la globalització de les seves intervencions i per la coordinació dels equips professionals. Amb la seva tasca garanteix una presa de decisions àgil i correcta.

### Deures dels titulars dels serveis
La llei, especifica que, les persones que accedeixen als serveis socials o, si escau, llurs familiars o representants legals, tenen els deures següents:
- Facilitar les dades personals, convivencials i familiars veraces i presentar els documents fidedignes que siguin imprescindibles per a valorar-ne i atendre'n la situació.
- Complir els acords relacionats amb la prestació concedida i seguir el pla d'atenció social individual, familiar o convivencial i les orientacions del personal professional, i comprometre's a participar activament en el procés.
- Comunicar els canvis que es produeixin en llur situació personal i familiar que puguin afectar les prestacions sol·licitades o rebudes.
- Destinar la prestació a la finalitat per a la qual s'ha concedit.
- Retornar els diners rebuts indegudament.
- Comparèixer davant l'Administració, a requeriment de l'òrgan que hagi atorgat una prestació.
- Observar una conducta basada en el respecte mutu, la tolerància i la col·laboració per a facilitar la convivència en l'establiment i la resolució dels problemes.
- Respectar la dignitat i els drets del personal dels serveis com a persones i com a treballadors.
- Atendre les indicacions del personal i comparèixer a les entrevistes a què siguin convocats, sempre que no atemptin contra la dignitat i la llibertat de les persones.
- Utilitzar amb responsabilitat les instal·lacions del centre i tenir-ne cura.
- Complir les normes i els procediments per a l'ús i el gaudi de les prestacions.
- Contribuir al finançament del cost del centre o servei si així ho estableix la normativa aplicable.
- Complir els altres deures que estableixi la normativa reguladora dels centres i serveis socials de Catalunya.

Els infants i els adolescents, i llurs pares, mares i tutors legals, tenen els deures que estableix la legislació.

## Títol II - Del sistema públic de serveis socials
El sistema públic de serveis socials està format pel conjunt de recursos, prestacions, activitats, programes, projectes i equipaments destinats a l'atenció social de la població, de titularitat de l'Administració de la Generalitat de Catalunya, de les entitats locals i d'altres administracions, i també els que l'Administració concerti amb les entitats d'iniciativa social o privada. s'estructura en forma de xarxa integrada i coordinada i pren com a referència el marc normatiu, que en aquest cas és decret
151/2008, de 29 de juliol, pel qual s'aprova la Cartera de Serveis Socials de Catalunya. Cal remarcar que la llei especifica que les prestacions del sistema públic de serveis socials poden ésser de servei, econòmiques o tecnològiques:
- Prestacions de servei: Les prestacions de servei són els serveis i les intervencions acomplerts per equips professionals que tenen com a finalitat la prevenció, el diagnòstic, la valoració, la protecció, la promoció, l'atenció i la inserció de persones, d'unitats de convivència i de grups en situació de necessitat social.[5]
- Prestacions econòmiques:Són les aportacions dineràries, que tenen com a finalitat atendre determinades situacions de necessitat en què es troben les persones que no disposen de recursos econòmics suficients per a fer-hi front i no estan en condicions d'aconseguir-los o rebre'ls d'altres fonts. El règim jurídic i fiscal d'aquestes prestacions o de les que es reconeguin s'ha de regular per mitjà d'una legislació específica.[5]
- Prestacions tecnològiques: Són prestacions tecnològiques les que per mitjà d'un producte atenen les necessitats socials de la persona i es poden associar amb altres prestacions.

### Serveis socials bàsics
Els serveis socials bàsics tenen un caràcter polivalent, comunitari i preventiu. Són el 1r nivell d'intervenció i els més pròxims a l'àmbit de l'usuari, de la família i a l'àmbit social. S'organitzen per àmbits territorials en equips multidisciplinaris i amb un equip directiu marcat per reglament, incloent-hi els equips bàsics, els serveis d'ajuda a domicili i de teleassistència i els serveis d'intervenció socioeducativa no residencial per a infants i adolescents.

### Serveis socials especialitzats
Els serveis socials especialitzats són els serveis socials que donen atenció específica i d'una tipologia concreta, ja sigui per la necessitat de l'actuació d'un especialista com la necessitat de recursos determinats. S'organitza en xarxa sota el principi de descentralització i en funció de les característiques dels municipis. Els serveis socials especialitzats inclouen els equips tècnics de valoració, que tenen com a funció principal valorar i diagnosticar les situacions de necessitat social que no es poden abordar des d'un servei social bàsic, tenint en compte els corresponents informes de derivació dels serveis socials bàsics, i que determinen l'accés a altres prestacions del sistema.

## Títol III - Del règim competencial i organitzatiu

### Competències
Correspon al govern de la Generalitat de la Catalunya impulsar mesures legislatives i aprovar els plans d'actuació, així com la Cartera de Serveis Socials de Catalunya. Posteriorment, els departaments de la Generalitat, competents en cada una de les matèries adoptaran les mesures necessàries per assegurar-ne el servei i elaboraran els plans necessaris per aplicar la Cartera de Serveis Socials. Els municipis tenen la competència d'estudiar i detectar les necessitats de les seves poblacions així com crear i gestionar els serveis socials necessaris i els plans d'actuació local. En el cas de municipis de menys de 20.000 hanitants incapaços de fer-ne front, la llei estipula que l'ens encarregat serà la comarca. Finalment, les entitats supramunicipals donaran suport, entre d'altres, tècnic, econòmic i jurídic.

### Organització territorial
Els serveis socials s'organitzen territorialment d'acord amb els principis següents:
- Descentralització
- Desconcentració
- Proximitat als ciutadans
- Eficàcia i eficiència en la satisfacció de les necessitats socials.
- Equilibri i homogeneïtat territorial.
- Accessibilitat a la informació i als serveis socials.
- Coordinació i treball en xarxes.

### Planificació dels serveis socials

#### Pla estratègic de serveis socials
En cada una de les matèries competents, els departaments de la Generalitat elaboren el Pla estratègic de serveis socials de Catalunya. Aquesta elaboració s'ha de fer amb un procés participatiu, regulat per reglament, dels diferents consells implicats i ha de ser aprovat pel govern de la Generalitat previ pronunciament del Parlament de Catalunya. El pla es realitza per a 4 anys i el seu objectiu és abordar els criteris que marca la llei 12/2007 així com ordenar les mesures, recursos i accions relacionades amb serveis socials.

#### Plans sectorials
El Pla estratègic es desplega mitjançant plans sectorials en funció de les diferents situacions de necessitats socials que defineix la mateixa llei. Els elabora el departament competent i els aprova el govern de la Generalitat. Aquest plans, si és necessari, poden ser de caràcter transversal.

#### Professionals dels serveis socials
En funció del que diu la llei, els professionals dels serveis socials són un element cabdal hi han d'estar format, tenir la titulació necessària, els coneixements i gaudir d'estabilitat laboral i reconeixement professional. S'adscriuran a un àmbit territorial el qual serà regulat per reglament a fi i efectes de garantir l'equilibri territorial. El seu criteri professional serà vinculant en l'assignació de recursos derivats dels serveis.

#### Coordinació
Els òrgans de coordinació es regeixen per l'article 40 de la Llei de serveis socials, pel decret que els desenvolupa i per les normes que resulten aplicables amb caràcter general als òrgans col·legiats de l'administració de la Generalitat de Catalunya. El Consell General de Serveis Socials i els òrgans de coordinació del sistema català de serveis socials s'adscriuen al departament competent en matèria de serveis socials de l'Administració de la Generalitat de Catalunya. Una de les grans aportacions de la llei de serveis socials és que crea per 1a vegada els òrgans de coordinació del sistema Català de serveis socials.
- El Consell General de Serveis Socials és l'òrgan superior de participació en matèria de serveis socials i és adscrit al departament competent en matèria de serveis socials.
- El Consell de coordinació de Benestar social és l'òrgan encarregat de coordinar les polítiques públiques en matèria de serveis socials, vetllar per la seva equitat territorial i articular-les amb el sistema educatiu, de salut, de cultura, de treball, d'habitatge i de justícia. El Consell té composició mixta i està integrat per representants de l'Administració de la Generalitat de Catalunya i dels ens locals per mitjà de les seves associacions representatives.
- El Comitè d'Avaluació de necessitats de serveis socials que és l'òrgan tècnic consultiu encarregat d'estudiar les necessitats socials de la població i d'avaluar l'eficiència i la qualitat del Sistema.

## Títol IV -De la participació cívica en els serveis socials
El sistema de serveis socials opera d'acord amb els principis d'una administració relacional. Les decisions relatives al sistema de serveis socials s'han de prendre amb la participació dels ciutadans sempre que sigui possible. La planificació, el seguiment de la gestió i l'avaluació del sistema de serveis socials han d'incorporar els sectors socials afectats o implicats en els serveis socials. S'estableixen els òrgans de participació següents: El Consell General de Serveis Socials, consells territorials de serveis socials i els consells locals de serveis socials.

## Títol V - Del finançament del sistema públic de serveis socials
Els serveis socials es financen amb els impostos de la ciutadania. La major part de les despeses de serveis socials van a càrrec dels pressupostos de la Generalitat de Catalunya (66%). Una part important del cost dels serveis socials bàsics, així com d'altres projectes comunitaris, l'assumeixen els municipis, consells comarcals i diputacions (10%). També hi contribueix un 20,5% dels pressupostos generals de l'estat, a través de programes finalistes, com el d'atenció a la dependència. Les persones usuàries de serveis socials assumeixen al voltant del 3,5% del cost amb la fórmula del copagament. Les obres socials de les caixes d'estalvis i les entitats privades (fundacions, entitats sense ànim de lucre, etc.) col·laboren en la creació i millora d'equipaments socials, i també la Generalitat de Catalunya amb les herències intestades sense testament.

## Títol VI - De la iniciativa privada en els serveis socials
En funció del que marca la llei 12/2007, les persones físiques i jurídiques privades tenen el dret de crear centres i establiments de serveis socials i de gestionar programes i prestacions d'aquesta naturalesa sempre subjecte a un règim d'autorització prèvia de compliment dels requisits de qualitat i garantia i de les altres condicions que estableix la normativa reguladora dels serveis socials de Catalunya.

### Modalitats d'iniciativa privada
- Entitats d'iniciativa social: Són entitats d'iniciativa social les fundacions, associacions, cooperatives, organitzacions de voluntariat i les altres entitats i institucions sense ànim de lucre que acompleixen activitats de serveis socials.
- Entitats d'iniciativa mercantil: Són entitats d'iniciativa mercantil les persones jurídiques i les altres entitats privades amb ànim de lucre que acompleixen activitats de serveis socials i que adopten qualsevol forma societària reconeguda per la legislació mercantil.

## Títol VII - Formació i recerca en serveis socials
Segons la llei, la Generalitat, en col·laboració amb l'administració local, ha d'adoptar les mesures necessàries per a fomentar l'acompliment d'activitats i programes adreçats a la formació i el millorament de les capacitats del personal professional de serveis socials i a la recerca i la innovació tecnològica en aquesta matèria. El departament competent en matèria de serveis socials és l'òrgan encarregat de dur a terme les accions de foment. En aquest sentit, la llei també estableix que el Departament d'acció social i ciutadania o el departament competent en la matèria, promogui els valors i les bones pràctiques relatives a l'ètica en l'àmbit dels serveis social i que aquesta responsabilitat caurà en mans del Comitè d'ètica dels serveis socials de Catalunya.

## Títol VIII - De la qualitat dels serveis socials
En el títol VIII, la llei especifica les exigències a nivell de qualitat dels serveis socials, especificant clarament dos instruments:
- Pla de qualitat és l'instrument bàsic per a assegurar el desenvolupament i l'aplicació dels criteris de qualitat, i forma part del Pla estratègic de serveis socials.
- Deontologia professional la qualitat dels serveis socials incorpora, l'exigència que els professionals de serveis socials compleixin els deures relatius a la deontologia professional.

## Títol IX - De la inspecció, el control i el règim d'infraccions i sancions
La funció d'inspecció i control sobre els serveis socials és exercida pel departament competent en aquesta matèria, mentre que els municipis i els altres ens locals han de col·laborar amb els serveis d'inspecció de l'Administració de la Generalitat. L'Administració de la Generalitat, mitjançant un conveni, pot encomanar, als ens locals supramunicipals o als municipis de més de vint mil habitants que ho sol·licitin, la gestió de les actuacions pròpies de la inspecció amb relació als serveis radicats en els termes respectius. Tota prestació de serveis socials és subjecta a control administratiu i els establiments han de tenir l'autorització corresponent per a acomplir llurs activitats, entre altres requisits.